# Ulvsunda Verkstäder
Ulvsunda Verkstäder Aktiebolag (UVA) var en mekanisk industri i Ulvsunda i Stockholm. Företaget grundades 1928 under namnet AB Nomy för tillverkning av patenterade blocklager, så kallade Nomy-lager. Under namnet Ulvsunda Verkstäder Aktiebolag kom bolaget att bli känt för sin tillverkning av slipspindlar och hålslipmaskiner.

## Historia
Nomy-lagret som lade grunden till verksamheten konstruerades av överingenjör Gustaf Wallgren på Luth & Rosén. Lagrena hade bärande högtrycksoljefilm och var verksamma oberoende av rotationsriktningen. AB Nomy finansierades av Electrolux skapare Axel Wenner-Gren.
 Kopplingen visade sig även genom att Electrolux vice verkställande direktör Gustaf Sahlin satt i Nomys styrelse. Wallgren var med och grundade bolaget och utsågs till vd 1931. Bolaget var första verksamt på David Bagares gata. Namnet Nomy skapades utifrån att det nya lagret eliminerade friktionskoefficenten vid glidning metall mot metall. Friktionskoefficenten betecknades med grekiskans bokstav my (μ), alltså "no my".
Gunnar Wallgren fick stöd till utveckligen genom Folke Odqvist som då arbetade på Electrolux. 1929 utsågs Odqvist till laboratoriechef på AB Nomy. Det fanns flera tekniska problem att lösa för att få igång tillverkningen: smörjning, hållfasthet och precisionskrav. I bolagets experimentverkstad verkade även Stig Ekelöf och Gustaf Lundberg. 1934 kunde en produktion i större skala starta.
Nomy-lagret i sina olika versioner blev en stor framgång. De användes bland annat i den svenska marinens ubåtar. SKF köpte patenten för Nomy-lager 1937 och tog över tillverkningen som flyttades till Göteborg. Ännu på 1970-talet fanns AB Nomy kvar som namn på ett dotterbolag till SKF. Bolaget inledde istället under det nya namnet Ulvsunda Verkstäder legotillverkning för AB Bofors, där Axel Wenner-Gren var största aktieägare. Bland annat tillverkades höjdriktinstrument, mekanismer, navbromsar m.m.).
1941 köpte AB Volvo bolaget för att säkra komponenttillverkning under krigsåren. Ulvsunda Verkstäder tillverkade en rad olika komponenter allt efter Volvos behov. AB Bofors köpte Ulvsunda Verkstäder av AB Volvo 1950. Bolaget fick då namnet Bofors-UVA. Ulvsunda Verkstäders slipmaskiner utvecklades på 1940-talet tillsammans med SKF och blev en stor framgång och såldes även på export. Stora kunder fanns i kullager- och fordonsindustrin.
Bofors sålde Ulvsunda Verkstäder 1982. 1996 blev verksamheten del av Karolin Machine Tools. Bolagets namn lever kvar genom initialerna UVA i det nuvarande bolagets namn UVA Lidköping. 2017 blev UVA Lidköping del av Dacke Industri AB som ingår i Nordstjernan.